# Vlaamperd
Ne doit pas être confondu avec Cheval flamand.
Le Vlaamperd (en français : « cheval flamand ») est une race de chevaux originaire d'Afrique du Sud, devenue très rare. Provenant de différents croisements à partir du Frison importé aux Pays-Bas, il servait d'animal de selle et de traction d'attelage en Afrique du Sud. Il se raréfie au XXe siècle, frôlant l'extinction. Son stud-book et sa société de race sont créés en 1983. Environ 200 Vlaamperd perdurent au début du XXIe siècle.

## Dénomination

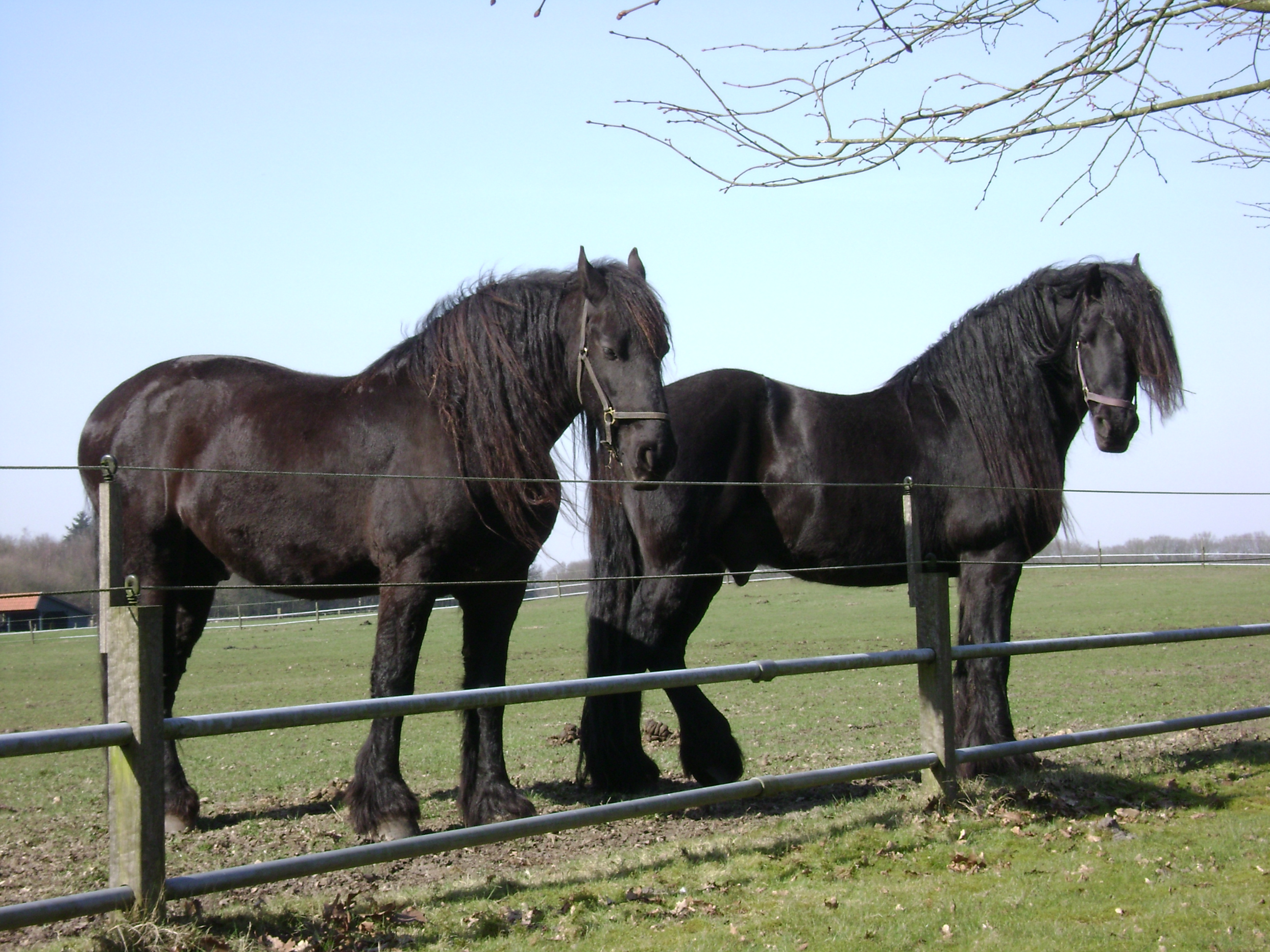
Un Frison, race hollandaise qui a nettement influencé le Vlaamperd.

Le nom afrikaans Vlaamperd se traduit en français par « Cheval flamand », « Flamand » étant un nom international possible pour le Vlaamperd,. Il faut pas pour autant confondre cette race avec le cheval flamand d'Europe (Vlaams Paard), qui n'a ni les mêmes origines, ni les mêmes usages. Le nom de « Flamand » était donné en Afrique du Sud à tout cheval importé depuis les Pays-Bas ou la Flandre durant la période d'interdiction d'export des chevaux néerlandais, quelle que soit l'origine génétique réelle des animaux concernés.

## Histoire
Le Vlaamperd d'Afrique du Sud provient de croisements opérés à partir du Frison, importé dans ce pays au début du XXe siècle, sur la souche locale présente sur place, majoritairement composée du cheval du Cap, mais aussi de Pur-sang, de Hackney et de Cleveland Bay. Un étalon Frison oriental, connu sous le nom de Kemp, a également une importance majeure sur le Vlaamperd moderne. 
Le stud-book est créé en 1983, concomitamment à la fondation de la SA Vlaamperd Breeders Society à Bloemfontein. En 1992, il ne reste que 165 Vlaamperd recensés, dont 65 juments inscrites dans le stud-book. En 1999, les effectifs ont vraisemblablement remontés, se situant dans une fourchette entre 100 et 1 000.

## Description
Le dictionnaire de CAB International lui attribue une taille de 1,47 m à 1,57 m ; la base de données DAD-IS indiquant une moyenne de 1,54 m, comme le guide Delachaux (2014), qui y prend probablement ses sources. Le modèle est léger et de poids moyen,, assez proche morphologiquement du Frison qui a influencé le Vlaamperd, mais plus fin que chez ce dernier.
Sa tête, assez longue, est de profil rectiligne. L'encolure, portée haut, présente une cambrure caractéristique. La croupe est ronde, les membres longs. Crinière et queue sont abondantes, de même que les fanons.
La robe est toujours noire,, ou presque, car le standard de la race autorise aussi le bai foncé chez les juments,. Des reflets dans la crinière peuvent évoquer le bai-brun.
C'est un cheval puissant et coopératif, doté d'allures relevées.
Sa sélection est assurée par la South African Stud Book and Livestock Improvement Association (SASBLIA) au niveau national, mais plus particulièrement portée par la Suid Afrikaanse Vlaamperdtelersgenootskap.

## Utilisations
Le Vlaamperd est prioritairement attelé, ses allures spectaculaires lui assurant beaucoup de succès dans toutes les formes de compétition d'attelage. Il peut aussi être monté avec succès. Il est devenu populaire dans la pratique du dressage.

## Diffusion de l'élevage
Le Vlaamperd est considéré comme une race locale d'Afrique du Sud, surtout présente dans la région du Cap-Occidental,. Ian L. Mason (1996) le signalait comme proche de l'extinction,. En juin 2006, le département de l'agriculture sud-africain signale le Vlaamperd parmi les races de chevaux exotiques reconnues et développées localement.
Le Vlaamperd n'est pas mentionné dans l'étude menée par Rupak Khadka, de l'Université d'Uppsala, publiée en août 2010 pour la FAO. En revanche, d'après le guide Delachaux, il perdure à très faibles effectifs, de l'ordre de 200 sujets en 2013.